# 圣雅克 (上普罗旺斯阿尔卑斯省)
圣雅克（法語：Saint-Jacques，法語發音：[sɛ̃ ʒak] ⓘ）是法国上普罗旺斯阿尔卑斯省的一个市镇，属于迪涅莱班区。

## 地理
圣雅克（43°58'10"N, 6°22'30"E）面积4.66 平方千米，位于法国普罗旺斯-阿尔卑斯-蓝色海岸大区上普罗旺斯阿尔卑斯省，该省份为法国东南部内陆省份，北起上阿尔卑斯省，西接沃克吕兹省，西北接德龙省，南至瓦尔省，东临滨海阿尔卑斯省，东北部与意大利接壤。
与圣雅克接壤的市镇（或旧市镇、城区）包括：巴雷姆、绍东-诺朗特、克吕芒克、圣利翁。

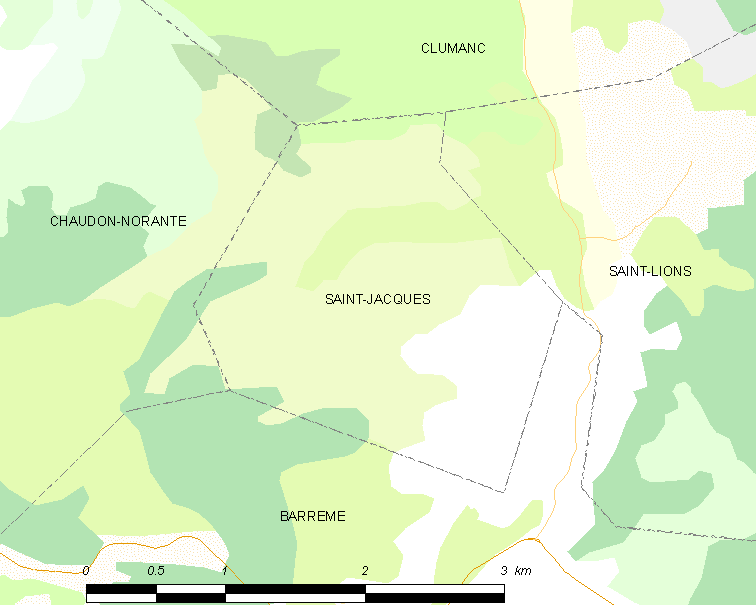
的OSM定位图

圣雅克的时区为UTC+01:00、UTC+02:00（夏令时）。

## 行政
圣雅克的邮政编码为04330，INSEE市镇编码为04180。

## 政治
圣雅克所属的省级选区为里耶兹县。

## 人口

1962-2008年间人口变化图示

圣雅克于2022年1月1日时的人口数量为72人。